# South Uist
South Uist (gael.: Uibhist a' Deas) – wyspa w archipelagu Hebrydów Zewnętrznych.
Ludność: 1818 osób, w większości katolików, w 60,5% posługujących się językiem gaelickim. (dane z 2001 r.) Zachód wyspy tworzą głównie żyzne łąki nadmorskie (machair) i piaszczyste plaże, a wschód wyspy jest górzysty  z najwyższymi szczytami Beinn Mhor (620 m) i Hecla (606 m).
Na północnym zachodzie znajduje się poligon wojsk rakietowych.